# Interlands Schots voetbalelftal 1872-1899
Deze pagina toont een chronologisch en gedetailleerd overzicht van de interlands die het Schots voetbalelftal heeft gespeeld in de periode 1872 – 1899.

## Interlands

### 1872
|                                                                      |           |       |          |                                                                                   |
| 30 november Vriendschappelijk № 1 «onderlinge duels» 14:00 uur (UTC) | Schotland | 0 – 0 | Engeland | Hamilton Crescent, Glasgow Toeschouwers: 3.000 Scheidsrechter: William Keay (SCO) |
| 30 november Vriendschappelijk № 1 «onderlinge duels» 14:00 uur (UTC) |           |       |          | Hamilton Crescent, Glasgow Toeschouwers: 3.000 Scheidsrechter: William Keay (SCO) |

### 1873
|                                                                  |                                                                        |       |                                          |                                                                                           |
| 8 maart Vriendschappelijk № 2 «onderlinge duels» 15:00 uur (UTC) | Engeland                                                               | 4 – 2 | Schotland                                | Kennington Oval, Lambeth, Londen Toeschouwers: 3.000 Scheidsrechter: Theodore Lloyd (ENG) |
| 8 maart Vriendschappelijk № 2 «onderlinge duels» 15:00 uur (UTC) | William Kenyon-Slaney 1', 60' Alexander Bonsor 10' Charley Chenery 75' |       | 2' Henry Renny-Tailyour 20' William Gibb | Kennington Oval, Lambeth, Londen Toeschouwers: 3.000 Scheidsrechter: Theodore Lloyd (ENG) |

### 1874
|                                                                  |                                           |       |                      |                                                                                    |
| 7 maart Vriendschappelijk № 3 «onderlinge duels» 15:30 uur (UTC) | Schotland                                 | 2 – 1 | Engeland             | Hamilton Crescent, Glasgow Toeschouwers: 7.000 Scheidsrechter: Archibald Rae (SCO) |
| 7 maart Vriendschappelijk № 3 «onderlinge duels» 15:30 uur (UTC) | Frederick Anderson 42' Angus McKinnon 47' |       | 28' Robert Kingsford | Hamilton Crescent, Glasgow Toeschouwers: 7.000 Scheidsrechter: Archibald Rae (SCO) |

### 1875
|                                                                  |                                         |       |                                    |                                                                                         |
| 6 maart Vriendschappelijk № 4 «onderlinge duels» 15:00 uur (UTC) | Engeland                                | 2 – 2 | Schotland                          | Kennington Oval, Lambeth, Londen Toeschouwers: 2.000 Scheidsrechter: Alfred Stair (ENG) |
| 6 maart Vriendschappelijk № 4 «onderlinge duels» 15:00 uur (UTC) | Charles Wollaston 5' Charlie Alcock 70' |       | 30' Harry McNeil 75' Peter Andrews | Kennington Oval, Lambeth, Londen Toeschouwers: 2.000 Scheidsrechter: Alfred Stair (ENG) |

### 1876
|                                                                  |                                                       |       |          |                                                                                        |
| 4 maart Vriendschappelijk № 5 «onderlinge duels» 15:30 uur (UTC) | Schotland                                             | 3 – 0 | Engeland | Hamilton Crescent, Glasgow Toeschouwers: 15.000 Scheidsrechter: William Mitchell (SCO) |
| 4 maart Vriendschappelijk № 5 «onderlinge duels» 15:30 uur (UTC) | Billy MacKinnon 8' Harry McNeil 12' Thomas Highet 16' |       |          | Hamilton Crescent, Glasgow Toeschouwers: 15.000 Scheidsrechter: William Mitchell (SCO) |

|                                                                   |                                                                       |       |       |                                                                                      |
| 25 maart Vriendschappelijk № 6 «onderlinge duels» 15:30 uur (UTC) | Schotland                                                             | 4 – 0 | Wales | Hamilton Crescent, Glasgow Toeschouwers: 17.000 Scheidsrechter: Robert Gardner (SCO) |
| 25 maart Vriendschappelijk № 6 «onderlinge duels» 15:30 uur (UTC) | John Ferguson 40' Jamie Lang 48' Billy MacKinnon 53' Harry McNeil 70' |       |       | Hamilton Crescent, Glasgow Toeschouwers: 17.000 Scheidsrechter: Robert Gardner (SCO) |

### 1877
|                                                                  |                   |       |                                                        |                                                                                           |
| 3 maart Vriendschappelijk № 7 «onderlinge duels» 15:00 uur (UTC) | Engeland          | 1 – 3 | Schotland                                              | Kennington Oval, Lambeth, Londen Toeschouwers: 2.000 Scheidsrechter: Robert Ogilvie (ENG) |
| 3 maart Vriendschappelijk № 7 «onderlinge duels» 15:00 uur (UTC) | Alf Lyttelton 55' |       | 25' John Ferguson 48' James Richmond 69' John Ferguson | Kennington Oval, Lambeth, Londen Toeschouwers: 2.000 Scheidsrechter: Robert Ogilvie (ENG) |

|                                                                  |       |                                               |           |                                                                                   |
| 5 maart Vriendschappelijk № 8 «onderlinge duels» 15:00 uur (UTC) | Wales | 0 – 2                                         | Schotland | Racecourse Ground, Wrexham Toeschouwers: 4.000 Scheidsrechter: William Dick (SCO) |
| 5 maart Vriendschappelijk № 8 «onderlinge duels» 15:00 uur (UTC) |       | 55' Charlie Campbell 75' (e.d.) William Evans |           | Racecourse Ground, Wrexham Toeschouwers: 4.000 Scheidsrechter: William Dick (SCO) |

### 1878
|                                                                  |                                                                                         |       |                                   |                                                                               |
| 2 maart Vriendschappelijk № 9 «onderlinge duels» 15:30 uur (UTC) | Schotland                                                                               | 7 – 2 | Engeland                          | Hampden Park, Glasgow Toeschouwers: 10.000 Scheidsrechter: William Dick (SCO) |
| 2 maart Vriendschappelijk № 9 «onderlinge duels» 15:30 uur (UTC) | John McDougall 7', 41', 46' John McGregor 32' Harry McNeil 39', 70' Billy MacKinnon 62' |       | 66' John Wylie 77' Arthur Cursham | Hampden Park, Glasgow Toeschouwers: 10.000 Scheidsrechter: William Dick (SCO) |

|                                                                    | |       |       |                                                                                |
| 23 maart Vriendschappelijk № 10 «onderlinge duels» 15:30 uur (UTC) | Schotland | 9 – 0 | Wales | Hampden Park, Glasgow Toeschouwers: 6.000 Scheidsrechter: Robert Gardner (SCO) |
| 23 maart Vriendschappelijk № 10 «onderlinge duels» 15:30 uur (UTC) | Peter Campbell 4', 18' Jamie Weir 15', 42' John Baird 37' John Ferguson 38', 50' James Watson 60' Jamie Lang 70' |       |       | Hampden Park, Glasgow Toeschouwers: 6.000 Scheidsrechter: Robert Gardner (SCO) |

### 1879
|                                                                   |                                                                 |       |                                                                                   |                                                                                              |
| 5 april Vriendschappelijk № 11 «onderlinge duels» 15:30 uur (UTC) | Engeland                                                        | 5 – 4 | Schotland                                                                         | Kennington Oval, Lambeth, Londen Toeschouwers: 4.500 Scheidsrechter: Charles Wollaston (ENG) |
| 5 april Vriendschappelijk № 11 «onderlinge duels» 15:30 uur (UTC) | Billy Mosforth 8' Charlie Bambridge 48', 83' Arthur Goodyer 60' |       | 15', 41' Billy MacKinnon 23' John McDougall 36' John Smith 75' (e.d.) Bob Parlane | Kennington Oval, Lambeth, Londen Toeschouwers: 4.500 Scheidsrechter: Charles Wollaston (ENG) |

|                                                                   |       |                                        |           |                                                                                   |
| 7 april Vriendschappelijk № 12 «onderlinge duels» 15:00 uur (UTC) | Wales | 0 – 3                                  | Schotland | Racecourse Ground, Wrexham Toeschouwers: 2.000 Scheidsrechter: James Cooper (WAL) |
| 7 april Vriendschappelijk № 12 «onderlinge duels» 15:00 uur (UTC) |       | 34' Peter Campbell 70', 84' John Smith |           | Racecourse Ground, Wrexham Toeschouwers: 2.000 Scheidsrechter: James Cooper (WAL) |

### 1880
|                                                                    |                                                                  |       |                                                                  |                                                                                  |
| 13 maart Vriendschappelijk № 13 «onderlinge duels» 15:30 uur (UTC) | Schotland                                                        | 5 – 4 | Engeland                                                         | Hampden Park, Glasgow Toeschouwers: 12.000 Scheidsrechter: Donald Hamilton (SCO) |
| 13 maart Vriendschappelijk № 13 «onderlinge duels» 15:30 uur (UTC) | George Ker 15' John Baird 39' George Ker 44', 48' Johnny Kay 70' |       | 18' Billy Mosforth 42', 88' Charlie Bambridge 85' Francis Sparks | Hampden Park, Glasgow Toeschouwers: 12.000 Scheidsrechter: Donald Hamilton (SCO) |

|                                                                    |                                                                                         |       |                     |                                                                               |
| 27 maart Vriendschappelijk № 14 «onderlinge duels» 15:30 uur (UTC) | Schotland                                                                               | 5 – 1 | Wales               | Hampden Park, Glasgow Toeschouwers: 2.000 Scheidsrechter: Thomas Lawrie (SCO) |
| 27 maart Vriendschappelijk № 14 «onderlinge duels» 15:30 uur (UTC) | David Davidson 40' William Beveridge 42' Joe Lindsay 50' James McAdam 55' John Campbell |       | 85' William Roberts | Hampden Park, Glasgow Toeschouwers: 2.000 Scheidsrechter: Thomas Lawrie (SCO) |

### 1881
|                                                                    |                       |       |                                                                               |                                                                                             |
| 12 maart Vriendschappelijk № 15 «onderlinge duels» 15:00 uur (UTC) | Engeland              | 1 – 6 | Schotland                                                                     | Kennington Oval, Lambeth, Londen Toeschouwers: 8.500 Scheidsrechter: Francis Marindin (ENG) |
| 12 maart Vriendschappelijk № 15 «onderlinge duels» 15:00 uur (UTC) | Charlie Bambridge 64' |       | 10', 69' John Smith 53' David Hill 74', 89' George Ker 79' (e.d.) Edgar Field | Kennington Oval, Lambeth, Londen Toeschouwers: 8.500 Scheidsrechter: Francis Marindin (ENG) |

|                                                                    |                   |       |                                                                                   |                                                                                       |
| 14 maart Vriendschappelijk № 16 «onderlinge duels» 15:00 uur (UTC) | Wales             | 1 – 5 | Schotland                                                                         | Racecourse Ground, Wrexham Toeschouwers: 1.500 Scheidsrechter: Llewelyn Kenrick (WAL) |
| 14 maart Vriendschappelijk № 16 «onderlinge duels» 15:00 uur (UTC) | Knyvett Crosse 4' |       | 7', 44' George Ker 9' Harry McNeil 10' (e.d.) William Bell 52' (e.d.) John Morgan | Racecourse Ground, Wrexham Toeschouwers: 1.500 Scheidsrechter: Llewelyn Kenrick (WAL) |

### 1882
|                                                                    |                                                                              |       |                     |                                                                               |
| 11 maart Vriendschappelijk № 17 «onderlinge duels» 15:30 uur (UTC) | Schotland                                                                    | 5 – 1 | Engeland            | Hampden Park, Glasgow Toeschouwers: 10.000 Scheidsrechter: John Wallace (SCO) |
| 11 maart Vriendschappelijk № 17 «onderlinge duels» 15:30 uur (UTC) | William Harrower 15' George Ker 43', 70' Robert McPherson 46' Johnny Kay 85' |       | 35' Howard Vaughton | Hampden Park, Glasgow Toeschouwers: 10.000 Scheidsrechter: John Wallace (SCO) |

|                                                                    |                                                                       |       |       |                                                                                 |
| 25 maart Vriendschappelijk № 18 «onderlinge duels» 15:30 uur (UTC) | Schotland                                                             | 5 – 0 | Wales | Hampden Park, Glasgow Toeschouwers: 5.000 Scheidsrechter: Donald Hamilton (SCO) |
| 25 maart Vriendschappelijk № 18 «onderlinge duels» 15:30 uur (UTC) | Johnny Kay 25' George Ker 50' Eadie Fraser 60', 70' James McAulay 88' |       |       | Hampden Park, Glasgow Toeschouwers: 5.000 Scheidsrechter: Donald Hamilton (SCO) |

### 1883
|                                                                    |                                      |       |                                      |                                                                                 |
| 10 maart Vriendschappelijk № 19 «onderlinge duels» 15:30 uur (UTC) | Engeland                             | 2 – 3 | Schotland                            | Bramall Lane, Sheffield Toeschouwers: 7.000 Scheidsrechter: John Sinclair (IRL) |
| 10 maart Vriendschappelijk № 19 «onderlinge duels» 15:30 uur (UTC) | Clem Mitchell 24' Nevill Cobbold 43' |       | 22', 39' John Smith 86' Eadie Fraser | Bramall Lane, Sheffield Toeschouwers: 7.000 Scheidsrechter: John Sinclair (IRL) |

|                                                                    |       |                                                     |           |                                                                                  |
| 12 maart Vriendschappelijk № 20 «onderlinge duels» 15:00 uur (UTC) | Wales | 0 – 3                                               | Schotland | Racecourse Ground, Wrexham Toeschouwers: 2.000 Scheidsrechter: Bob Lythgoe (ENG) |
| 12 maart Vriendschappelijk № 20 «onderlinge duels» 15:00 uur (UTC) |       | 35' John Smith 38' Eadie Fraser 60' Willie Anderson |           | Racecourse Ground, Wrexham Toeschouwers: 2.000 Scheidsrechter: Bob Lythgoe (ENG) |

### 1884
|                                                                                        |         |                                                                   |           |                                                                                 |
| 26 januari British Home Championship 1884 № 21 «onderlinge duels» 14:30 uur (UTC–0:25) | Ierland | 0 – 5                                                             | Schotland | Ballynafeigh Park, Belfast Toeschouwers: 2.000 Scheidsrechter: Tom Hindle (ENG) |
| 26 januari British Home Championship 1884 № 21 «onderlinge duels» 14:30 uur (UTC–0:25) |         | 12', 86' William Harrower 35', 80' Jimmy Gossland 60' John Goudie |           | Ballynafeigh Park, Belfast Toeschouwers: 2.000 Scheidsrechter: Tom Hindle (ENG) |

|                                                                                 |               |       |          |                                                                              |
| 15 maart British Home Championship 1884 № 22 «onderlinge duels» 15:30 uur (UTC) | Schotland     | 1 – 0 | Engeland | Cathkin Park, Glasgow Toeschouwers: .000 Scheidsrechter: John Sinclair (IRL) |
| 15 maart British Home Championship 1884 № 22 «onderlinge duels» 15:30 uur (UTC) | John Smith 7' |       |          | Cathkin Park, Glasgow Toeschouwers: .000 Scheidsrechter: John Sinclair (IRL) |

|                                                                                 |                                                    |       |                    |                                                                              |
| 29 maart British Home Championship 1884 № 23 «onderlinge duels» 15:30 uur (UTC) | Schotland                                          | 4 – 1 | Wales              | Cathkin Park, Glasgow Toeschouwers: 5.000 Scheidsrechter: Robert Sloan (ENG) |
| 29 maart British Home Championship 1884 № 23 «onderlinge duels» 15:30 uur (UTC) | Joe Lindsay 22' Frank Shaw 49' Johnny Kay 65', 87' |       | 15' Robert Roberts | Cathkin Park, Glasgow Toeschouwers: 5.000 Scheidsrechter: Robert Sloan (ENG) |

### 1885
|                                                                                 | |       |                      |                                                                             |
| 14 maart British Home Championship 1885 № 24 «onderlinge duels» 15:30 uur (UTC) | Schotland | 8 – 2 | Ierland              | Hampden Park, Glasgow Toeschouwers: 6.000 Scheidsrechter: John Harvey (ENG) |
| 14 maart British Home Championship 1885 № 24 «onderlinge duels» 15:30 uur (UTC) | Alexander Barbour 10' Willie Turner 12' Alex Higgins 15', 53', 60', 70' John McPherson 35' Bobby Calderwood 51' |       | 85', 90' Johnny Gibb | Hampden Park, Glasgow Toeschouwers: 6.000 Scheidsrechter: John Harvey (ENG) |

|                                                                                 |                       |       |                 |                                                                                          |
| 21 maart British Home Championship 1885 № 25 «onderlinge duels» 15:30 uur (UTC) | Engeland              | 1 – 1 | Schotland       | Kennington Oval, Lambeth, Londen Toeschouwers: 8.000 Scheidsrechter: John Sinclair (IRL) |
| 21 maart British Home Championship 1885 № 25 «onderlinge duels» 15:30 uur (UTC) | Charlie Bambridge 57' |       | 20' Joe Lindsay | Kennington Oval, Lambeth, Londen Toeschouwers: 8.000 Scheidsrechter: John Sinclair (IRL) |

|                                                                                 |                  |       |                                                                                             |                                                                                   |
| 23 maart British Home Championship 1885 № 26 «onderlinge duels» 15:30 uur (UTC) | Wales            | 1 – 8 | Schotland                                                                                   | Racecourse Ground, Wrexham Toeschouwers: 2.000 Scheidsrechter: Robert Sloan (ENG) |
| 23 maart British Home Championship 1885 № 26 «onderlinge duels» 15:30 uur (UTC) | Robert Jones 50' |       | 8', 80' Bobby Calderwood 20', 76' Willie Anderson 30' David Allan 54', 84', 88' Joe Lindsay | Racecourse Ground, Wrexham Toeschouwers: 2.000 Scheidsrechter: Robert Sloan (ENG) |

### 1886
|                                                                                      |                                 |       |                                                                                      |                                                                                        |
| 20 maart British Home Championship 1886 № 27 «onderlinge duels» 15:30 uur (UTC–0:25) | Ierland                         | 2 – 7 | Schotland                                                                            | Ballynafeigh Park, Belfast Toeschouwers: 3.000 Scheidsrechter: Jack Wolstenholme (ENG) |
| 20 maart British Home Championship 1886 № 27 «onderlinge duels» 15:30 uur (UTC–0:25) | John Condy 19' Sam Johnston 44' |       | 15', 18', 22', 60' Charles Heggie 32' Jim Kelly 40' Michael Dunbar 75' James Gourlay | Ballynafeigh Park, Belfast Toeschouwers: 3.000 Scheidsrechter: Jack Wolstenholme (ENG) |

|                                                                                 |                        |       |                     |                                                                                   |
| 27 maart British Home Championship 1886 № 28 «onderlinge duels» 15:30 uur (UTC) | Schotland              | 1 – 1 | Engeland            | Hampden Park, Glasgow Toeschouwers: 11.000 Scheidsrechter: Alexander Hunter (WAL) |
| 27 maart British Home Championship 1886 № 28 «onderlinge duels» 15:30 uur (UTC) | George Sommerville 80' |       | 35' Tinsley Lindley | Hampden Park, Glasgow Toeschouwers: 11.000 Scheidsrechter: Alexander Hunter (WAL) |

|                                                                                 |                                                                         |       |                  |                                                                               |
| 10 april British Home Championship 1886 № 29 «onderlinge duels» 15:30 uur (UTC) | Schotland                                                               | 4 – 1 | Wales            | Hampden Park, Glasgow Toeschouwers: 5.500 Scheidsrechter: John Sinclair (IRL) |
| 10 april British Home Championship 1886 № 29 «onderlinge duels» 15:30 uur (UTC) | Bob McCormick 30' James McCall 47' David Allan 53' William Harrower 56' |       | 88' John Vaughan | Hampden Park, Glasgow Toeschouwers: 5.500 Scheidsrechter: John Sinclair (IRL) |

### 1887
|                                                                                    |                                                                    |       |                 |                                                                                  |
| 19 februari British Home Championship 1887 № 30 «onderlinge duels» 15:30 uur (UTC) | Schotland                                                          | 4 – 1 | Ierland         | Hampden Park, Glasgow Toeschouwers: 1.000 Scheidsrechter: Alexander Hunter (WAL) |
| 19 februari British Home Championship 1887 № 30 «onderlinge duels» 15:30 uur (UTC) | Willie Watt 5' Tom Jenkinson 43' Billy Johnston 55' Jimmy Lowe 75' |       | 43' Fred Browne | Hampden Park, Glasgow Toeschouwers: 1.000 Scheidsrechter: Alexander Hunter (WAL) |

|                                                                                 |                                       |       |                                                 |                                                                                     |
| 19 maart British Home Championship 1887 № 31 «onderlinge duels» 15:30 uur (UTC) | Engeland                              | 2 – 3 | Schotland                                       | Leamington Road, Blackburn Toeschouwers: 12.000 Scheidsrechter: John Sinclair (IRL) |
| 19 maart British Home Championship 1887 № 31 «onderlinge duels» 15:30 uur (UTC) | Tinsley Lindley 32' Fred Dewhurst 69' |       | 30' James McCall 68' Leitch Keir 70' John Allan | Leamington Road, Blackburn Toeschouwers: 12.000 Scheidsrechter: John Sinclair (IRL) |

|                                                                                 |       |                                           |           |                                                                                  |
| 21 maart British Home Championship 1887 № 32 «onderlinge duels» 15:30 uur (UTC) | Wales | 0 – 2                                     | Schotland | Racecourse Ground, Wrexham Toeschouwers: 2.000 Scheidsrechter: Alfred Hull (ENG) |
| 21 maart British Home Championship 1887 № 32 «onderlinge duels» 15:30 uur (UTC) |       | 40' William Robertson 80' Johnny Marshall |           | Racecourse Ground, Wrexham Toeschouwers: 2.000 Scheidsrechter: Alfred Hull (ENG) |

### 1888
|                                                                                 |                                                                           |       |                  |                                                                             |
| 10 maart British Home Championship 1888 № 33 «onderlinge duels» 16:00 uur (UTC) | Schotland                                                                 | 5 – 1 | Wales            | Easter Road, Edinburgh Toeschouwers: 8.000 Scheidsrechter: John Clegg (ENG) |
| 10 maart British Home Championship 1888 № 33 «onderlinge duels» 16:00 uur (UTC) | William Paul 6' Neil Munro 30' Alexander Latta 33', 75' Willie Groves 65' |       | 41' Jack Doughty | Easter Road, Edinburgh Toeschouwers: 8.000 Scheidsrechter: John Clegg (ENG) |

|                                                                                 |           |                                                                               |          |                                                                                |
| 17 maart British Home Championship 1888 № 34 «onderlinge duels» 15:30 uur (UTC) | Schotland | 0 – 5                                                                         | Engeland | Hampden Park, Glasgow Toeschouwers: 10.000 Scheidsrechter: John Sinclair (IRL) |
| 17 maart British Home Championship 1888 № 34 «onderlinge duels» 15:30 uur (UTC) |           | 32' George Haworth 34' Denny Hodgetts 40', 49' Fred Dewhurst 43' John Goodall |          | Hampden Park, Glasgow Toeschouwers: 10.000 Scheidsrechter: John Sinclair (IRL) |

|                                                                                      |                                   |        | |                                                                               |
| 24 maart British Home Championship 1888 № 35 «onderlinge duels» 15:30 uur (UTC–0:25) | Ierland                           | 2 – 10 | Schotland | Oldpark Avenue, Belfast Toeschouwers: 5.000 Scheidsrechter: Bob Parlane (SCO) |
| 24 maart British Home Championship 1888 № 35 «onderlinge duels» 15:30 uur (UTC–0:25) | John Lemon 18' William Dalton 24' |        | 5' Geordie Dewar 8', 33', 40', 45' Billy Dickson 15' Thomas Breckenridge 30' Ralph Aitken 53' Neil McCallum 65' (e.d.) Bob Wilson 83' Allan Stewart | Oldpark Avenue, Belfast Toeschouwers: 5.000 Scheidsrechter: Bob Parlane (SCO) |

### 1889
|                                                                                |                                                                                |       |         |                                                                                 |
| 9 maart British Home Championship 1889 № 36 «onderlinge duels» 15:30 uur (UTC) | Schotland                                                                      | 7 – 0 | Ierland | Ibrox Stadium, Glasgow Toeschouwers: 6.000 Scheidsrechter: William Stacey (ENG) |
| 9 maart British Home Championship 1889 № 36 «onderlinge duels» 15:30 uur (UTC) | Frank Watt 7', 10' David Black 25' Willie Groves 32', 50', 70' Tom McInnes 88' |       |         | Ibrox Stadium, Glasgow Toeschouwers: 6.000 Scheidsrechter: William Stacey (ENG) |

|                                                                                 |                                  |       |                                                         |                                                                                           |
| 13 april British Home Championship 1889 № 37 «onderlinge duels» 15:00 uur (UTC) | Engeland                         | 2 – 3 | Schotland                                               | Kennington Oval, Lambeth, Londen Toeschouwers: 10.000 Scheidsrechter: John Sinclair (IRL) |
| 13 april British Home Championship 1889 № 37 «onderlinge duels» 15:00 uur (UTC) | Billy Bassett 15' David Weir 17' |       | 55' Neil Munro 82' (e.d.) Harry Allen 90' James McLaren | Kennington Oval, Lambeth, Londen Toeschouwers: 10.000 Scheidsrechter: John Sinclair (IRL) |

|                                                                                 |       |       |           |                                                                                   |
| 15 april British Home Championship 1889 № 38 «onderlinge duels» 16:00 uur (UTC) | Wales | 0 – 0 | Schotland | Racecourse Ground, Wrexham Toeschouwers: 6.000 Scheidsrechter: William Jope (ENG) |
| 15 april British Home Championship 1889 № 38 «onderlinge duels» 16:00 uur (UTC) |       |       |           | Racecourse Ground, Wrexham Toeschouwers: 6.000 Scheidsrechter: William Jope (ENG) |

### 1890
|                                                                                      |                                                   |       |       |                                                                                  |
| 22 maart British Home Championship 1890 № 39 «onderlinge duels» 15:30 uur (UTC–0:25) | Schotland                                         | 5 – 0 | Wales | Underwood Park, Paisley Toeschouwers: 7.500 Scheidsrechter: William Finlay (IRL) |
| 22 maart British Home Championship 1890 № 39 «onderlinge duels» 15:30 uur (UTC–0:25) | Hughie Wilson 20' William Paul 36', 43', 60', 70' |       |       | Underwood Park, Paisley Toeschouwers: 7.500 Scheidsrechter: William Finlay (IRL) |

|                                                                                      |                |       |                                                                            |                                                                                     |
| 29 maart British Home Championship 1890 № 40 «onderlinge duels» 15:30 uur (UTC–0:25) | Ierland        | 1 – 4 | Schotland                                                                  | Ballynafeigh Park, Belfast Toeschouwers: 5.000 Scheidsrechter: William Stacey (ENG) |
| 29 maart British Home Championship 1890 № 40 «onderlinge duels» 15:30 uur (UTC–0:25) | Jack Peden 25' |       | 10' Gilbert Rankin 50' Thomas Wyllie 70' John McPherson 80' Gilbert Rankin | Ballynafeigh Park, Belfast Toeschouwers: 5.000 Scheidsrechter: William Stacey (ENG) |

|                                                                                |                    |       |                |                                                                            |
| 5 april British Home Championship 1890 № 41 «onderlinge duels» 15:30 uur (UTC) | Schotland          | 1 – 1 | Engeland       | Hampden Park, Glasgow Toeschouwers: 26.379 Scheidsrechter: Jack Reid (IRL) |
| 5 april British Home Championship 1890 № 41 «onderlinge duels» 15:30 uur (UTC) | John McPherson 37' |       | 17' Harry Wood | Hampden Park, Glasgow Toeschouwers: 26.379 Scheidsrechter: Jack Reid (IRL) |

### 1891
|                                                                                 |                           |       |                                                    |                                                                                    |
| 21 maart British Home Championship 1891 № 42 «onderlinge duels» 15:30 uur (UTC) | Wales                     | 3 – 4 | Schotland                                          | Racecourse Ground, Wrexham Toeschouwers: 4.000 Scheidsrechter: Charles Crump (ENG) |
| 21 maart British Home Championship 1891 № 42 «onderlinge duels» 15:30 uur (UTC) | Jack Bowdler William Owen |       | 15' James Logan 51' Bob Buchanan 59', 75' Bob Boyd | Racecourse Ground, Wrexham Toeschouwers: 4.000 Scheidsrechter: Charles Crump (ENG) |

|                                                                                 |                              |       |                   |                                                                               |
| 28 maart British Home Championship 1891 № 43 «onderlinge duels» 16:00 uur (UTC) | Schotland                    | 2 – 1 | Ierland           | Celtic Park, Glasgow Toeschouwers: 8.000 Scheidsrechter: William Stacey (ENG) |
| 28 maart British Home Championship 1891 № 43 «onderlinge duels» 16:00 uur (UTC) | Jimmy Low 6' Tom Waddell 60' |       | 70' Alex Crawford | Celtic Park, Glasgow Toeschouwers: 8.000 Scheidsrechter: William Stacey (ENG) |

|                                                                                |                                     |       |                |                                                                               |
| 4 april British Home Championship 1891 № 44 «onderlinge duels» 15:30 uur (UTC) | Engeland                            | 2 – 1 | Schotland      | Ewood Park, Blackburn Toeschouwers: 31.000 Scheidsrechter: Billy Morrow (IRL) |
| 4 april British Home Championship 1891 № 44 «onderlinge duels» 15:30 uur (UTC) | John Goodall 20' Edgar Chadwick 30' |       | 85' Frank Watt | Ewood Park, Blackburn Toeschouwers: 31.000 Scheidsrechter: Billy Morrow (IRL) |

### 1892
|                                                                                      |                                          |       |                                                     |                                                                          |
| 19 maart British Home Championship 1892 № 45 «onderlinge duels» 15:30 uur (UTC–0:25) | Ierland                                  | 2 – 3 | Schotland                                           | Solitude, Belfast Toeschouwers: 10.500 Scheidsrechter: John Taylor (WAL) |
| 19 maart British Home Championship 1892 № 45 «onderlinge duels» 15:30 uur (UTC–0:25) | James Williamson 38' George Gaffikin 78' |       | 25' Sandy Keillor 28' William Lambie 60' Dave Ellis | Solitude, Belfast Toeschouwers: 10.500 Scheidsrechter: John Taylor (WAL) |

|                                                                 |                                                                                  |       |               |                                                                              |
| 26 maart British Home Championship 1892 № 46 «onderlinge duels» | Schotland                                                                        | 6 – 1 | Wales         | Tynecastle Park, Edinburgh Toeschouwers: 600 Scheidsrechter: Jack Reid (IRL) |
| 26 maart British Home Championship 1892 № 46 «onderlinge duels» | Willie Thomson 1' Jamie Hamilton 8', 65' John McPherson 15', 44' Davie Baird 55' |       | 87' Ben Lewis | Tynecastle Park, Edinburgh Toeschouwers: 600 Scheidsrechter: Jack Reid (IRL) |

|                                                                                |               |       |                                                             |                                                                              |
| 2 april British Home Championship 1892 № 47 «onderlinge duels» 15:30 uur (UTC) | Schotland     | 1 – 4 | Engeland                                                    | Ibrox Stadium, Glasgow Toeschouwers: 20.000 Scheidsrechter: John Smith (SCO) |
| 2 april British Home Championship 1892 № 47 «onderlinge duels» 15:30 uur (UTC) | Jack Bell 80' |       | 1' Edgar Chadwick 20', 26' John Goodall 25' Jack Southworth | Ibrox Stadium, Glasgow Toeschouwers: 20.000 Scheidsrechter: John Smith (SCO) |

### 1893
|                                                                                 |       |                                                                            |           |                                                                                     |
| 18 maart British Home Championship 1893 № 48 «onderlinge duels» 15:30 uur (UTC) | Wales | 0 – 8                                                                      | Schotland | Racecourse Ground, Wrexham Toeschouwers: 4.500 Scheidsrechter: William Stacey (ENG) |
| 18 maart British Home Championship 1893 № 48 «onderlinge duels» 15:30 uur (UTC) |       | 4', 20', 47', 89' Jake Madden 25', 30', 40' John Barker 65' William Lambie |           | Racecourse Ground, Wrexham Toeschouwers: 4.500 Scheidsrechter: William Stacey (ENG) |

|                                                                                 |                                                                                               |       |                     |                                                                             |
| 25 maart British Home Championship 1893 № 49 «onderlinge duels» 16:00 uur (UTC) | Schotland                                                                                     | 6 – 1 | Ierland             | Celtic Park, Glasgow Toeschouwers: 12.000 Scheidsrechter: John Taylor (WAL) |
| 25 maart British Home Championship 1893 № 49 «onderlinge duels» 16:00 uur (UTC) | Sandy McMahon 5' Jamie Hamilton 15' Sam Torrans 20' (e.d.) Bill Sellar 28', 80' Jim Kelly 50' |       | 43' George Gaffikin | Celtic Park, Glasgow Toeschouwers: 12.000 Scheidsrechter: John Taylor (WAL) |

|                                                                                |                                                                                    |       |                      |                                                                                          |
| 1 april British Home Championship 1893 № 50 «onderlinge duels» 15:30 uur (UTC) | Engeland                                                                           | 5 – 2 | Schotland            | Richmond Athletic Ground, Richmond Toeschouwers: 16.000 Scheidsrechter: John Clegg (ENG) |
| 1 april British Home Championship 1893 № 50 «onderlinge duels» 15:30 uur (UTC) | Cunliffe Gosling 15' George Cotterill 65' Fred Spiksley 75', 80' Jack Reynolds 86' |       | 30', 47' Bill Sellar | Richmond Athletic Ground, Richmond Toeschouwers: 16.000 Scheidsrechter: John Clegg (ENG) |

### 1894
|                                                                                 |                                                                                                |       |                      |                                                                                   |
| 24 maart British Home Championship 1894 № 51 «onderlinge duels» 15:30 uur (UTC) | Schotland                                                                                      | 5 – 2 | Wales                | Rugby Park, Kilmarnock Toeschouwers: 10.000 Scheidsrechter: Joseph MacBride (IRL) |
| 24 maart British Home Championship 1894 № 51 «onderlinge duels» 15:30 uur (UTC) | Davidson Berry 40' John Barker 44' Thomas Chambers 70' David Alexander 75' Jocky Johnstone 85' |       | 15', 40' Hugh Morris | Rugby Park, Kilmarnock Toeschouwers: 10.000 Scheidsrechter: Joseph MacBride (IRL) |

|                                                                                      |                      |       |                                        |                                                                            |
| 31 maart British Home Championship 1894 № 52 «onderlinge duels» 15:30 uur (UTC–0:25) | Ierland              | 1 – 2 | Schotland                              | Solitude, Belfast Toeschouwers: 6.000 Scheidsrechter: Edward Phennah (WAL) |
| 31 maart British Home Championship 1894 № 52 «onderlinge duels» 15:30 uur (UTC–0:25) | Olphie Stanfield 65' |       | 25' (e.d.) Sam Torrans 28' Jack Taylor | Solitude, Belfast Toeschouwers: 6.000 Scheidsrechter: Edward Phennah (WAL) |

|                                                                                |                                     |       |                                    |                                                                           |
| 7 april British Home Championship 1894 № 53 «onderlinge duels» 15:30 uur (UTC) | Schotland                           | 2 – 2 | Engeland                           | Celtic Park, Glasgow Toeschouwers: 45.107 Scheidsrechter: Jack Reid (IRL) |
| 7 april British Home Championship 1894 № 53 «onderlinge duels» 15:30 uur (UTC) | William Lambie 7' Sandy McMahon 75' |       | 35' John Goodall 85' Jack Reynolds | Celtic Park, Glasgow Toeschouwers: 45.107 Scheidsrechter: Jack Reid (IRL) |

### 1895
|                                                                 |                                 |       |                                 |                                                                                   |
| 23 maart British Home Championship 1895 № 54 «onderlinge duels» | Wales                           | 2 – 2 | Schotland                       | Racecourse Ground, Wrexham Toeschouwers: 4.000 Scheidsrechter: William Jope (ENG) |
| 23 maart British Home Championship 1895 № 54 «onderlinge duels» | Billy Lewis 10' Tom Chapman 60' |       | 15' Jake Madden 20' John Divers | Racecourse Ground, Wrexham Toeschouwers: 4.000 Scheidsrechter: William Jope (ENG) |

|                                                                                 |                                          |       |                      |                                                                                 |
| 30 maart British Home Championship 1895 № 55 «onderlinge duels» 15:45 uur (UTC) | Schotland                                | 3 – 1 | Ierland              | Celtic Park, Glasgow Toeschouwers: 15.000 Scheidsrechter: Thomas Mitchell (ENG) |
| 30 maart British Home Championship 1895 № 55 «onderlinge duels» 15:45 uur (UTC) | William Lambie 1' Johnny Walker 60', 70' |       | 35' Williie Sherrard | Celtic Park, Glasgow Toeschouwers: 15.000 Scheidsrechter: Thomas Mitchell (ENG) |

|                                                                                |                                                            |       |           |                                                                               |
| 6 april British Home Championship 1895 № 56 «onderlinge duels» 16:00 uur (UTC) | Engeland                                                   | 3 – 0 | Schotland | Goodison Park, Liverpool Toeschouwers: 42.500 Scheidsrechter: Jack Reid (IRL) |
| 6 april British Home Championship 1895 № 56 «onderlinge duels» 16:00 uur (UTC) | Steve Bloomer 30' Neilly Gibson 35' (e.d.) Steve Smith 44' |       |           | Goodison Park, Liverpool Toeschouwers: 42.500 Scheidsrechter: Jack Reid (IRL) |

### 1896
|                                                                                 |                                                      |       |       |                                                                                  |
| 21 maart British Home Championship 1896 № 57 «onderlinge duels» 16:00 uur (UTC) | Schotland                                            | 4 – 0 | Wales | Carolina Port, Dundee Toeschouwers: 11.700 Scheidsrechter: Joseph MacBride (IRL) |
| 21 maart British Home Championship 1896 № 57 «onderlinge duels» 16:00 uur (UTC) | Bobby Neill 19', 71' Sandy Keillor 30' Dan Paton 59' |       |       | Carolina Port, Dundee Toeschouwers: 11.700 Scheidsrechter: Joseph MacBride (IRL) |

|                                                                                      |                                            |       |                                        |                                                                          |
| 28 maart British Home Championship 1896 № 58 «onderlinge duels» 15:30 uur (UTC–0:25) | Ierland                                    | 3 – 3 | Schotland                              | Solitude, Belfast Toeschouwers: 8.000 Scheidsrechter: James Cooper (ENG) |
| 28 maart British Home Championship 1896 № 58 «onderlinge duels» 15:30 uur (UTC–0:25) | James Barron 20', 32' Bob Milne 43' (pen.) |       | 7', 25' Robert McColl 85' Paddy Murray | Solitude, Belfast Toeschouwers: 8.000 Scheidsrechter: James Cooper (ENG) |

|                                                                                |                                  |       |                   |                                                                                |
| 4 april British Home Championship 1896 № 59 «onderlinge duels» 16:00 uur (UTC) | Schotland                        | 2 – 1 | Engeland          | Celtic Park, Glasgow Toeschouwers: 51.345 Scheidsrechter: Humphrey Jones (WAL) |
| 4 april British Home Championship 1896 № 59 «onderlinge duels» 16:00 uur (UTC) | William Lambie 22' Jack Bell 33' |       | 80' Billy Bassett | Celtic Park, Glasgow Toeschouwers: 51.345 Scheidsrechter: Humphrey Jones (WAL) |

### 1897
|                                                                                 |                               |       |                                           |                                                                                 |
| 20 maart British Home Championship 1897 № 60 «onderlinge duels» 15:30 uur (UTC) | Wales                         | 2 – 2 | Schotland                                 | Racecourse Ground, Wrexham Toeschouwers: 5.000 Scheidsrechter: Tom Armitt (ENG) |
| 20 maart British Home Championship 1897 № 60 «onderlinge duels» 15:30 uur (UTC) | Morgan Morgan-Owen Harry Pugh |       | 11' (pen.) John Ritchie 60' Johnny Walker | Racecourse Ground, Wrexham Toeschouwers: 5.000 Scheidsrechter: Tom Armitt (ENG) |

|                                                                                 |                                                                          |       |               |                                                                                |
| 27 maart British Home Championship 1897 № 61 «onderlinge duels» 16:00 uur (UTC) | Schotland                                                                | 5 – 1 | Ierland       | Ibrox Stadium, Glasgow Toeschouwers: 15.000 Scheidsrechter: James Cooper (ENG) |
| 27 maart British Home Championship 1897 № 61 «onderlinge duels» 16:00 uur (UTC) | John McPherson 5', 70' Neilly Gibson 15' Robert McColl 25' Alex King 40' |       | 62' Jim Pyper | Ibrox Stadium, Glasgow Toeschouwers: 15.000 Scheidsrechter: James Cooper (ENG) |

|                                                                                |                   |       |                                   |                                                                             |
| 3 april British Home Championship 1897 № 62 «onderlinge duels» 16:00 uur (UTC) | Engeland          | 1 – 2 | Schotland                         | Crystal Palace, Londen Toeschouwers: 33.715 Scheidsrechter: Tom Gough (WAL) |
| 3 april British Home Championship 1897 № 62 «onderlinge duels» 16:00 uur (UTC) | Steve Bloomer 19' |       | 27' Tommy Hyslop 83' Jimmy Millar | Crystal Palace, Londen Toeschouwers: 33.715 Scheidsrechter: Tom Gough (WAL) |

### 1898
|                                                                                 |                                                    |       |                                    |                                                                               |
| 19 maart British Home Championship 1898 № 63 «onderlinge duels» 15:30 uur (UTC) | Schotland                                          | 5 – 2 | Wales                              | Fir Park, Motherwell Toeschouwers: 3.500 Scheidsrechter: William Stacey (ENG) |
| 19 maart British Home Championship 1898 № 63 «onderlinge duels» 15:30 uur (UTC) | Jimmy Gillespie 12', 20', 61' James McKee 29', 40' |       | 40' John Thomas Morgan Morgan-Owen | Fir Park, Motherwell Toeschouwers: 3.500 Scheidsrechter: William Stacey (ENG) |

|                                                                                      |         |                                                          |           |                                                                        |
| 26 maart British Home Championship 1898 № 64 «onderlinge duels» 15:30 uur (UTC–0:25) | Ierland | 0 – 3                                                    | Schotland | Solitude, Belfast Toeschouwers: 5.000 Scheidsrechter: John Lewis (ENG) |
| 26 maart British Home Championship 1898 № 64 «onderlinge duels» 15:30 uur (UTC–0:25) |         | 30' Tommy Robertson 42' Robert McColl 70' Willie Stewart |           | Solitude, Belfast Toeschouwers: 5.000 Scheidsrechter: John Lewis (ENG) |

|                                                                                |                  |       |                                        |                                                                               |
| 2 april British Home Championship 1898 № 65 «onderlinge duels» 15:30 uur (UTC) | Schotland        | 1 – 3 | Engeland                               | Celtic Park, Glasgow Toeschouwers: 40.000 Scheidsrechter: Tom Robertson (SCO) |
| 2 april British Home Championship 1898 № 65 «onderlinge duels» 15:30 uur (UTC) | Jimmy Millar 48' |       | 3' Fred Wheldon 23', 72' Steve Bloomer | Celtic Park, Glasgow Toeschouwers: 40.000 Scheidsrechter: Tom Robertson (SCO) |

### 1899
|                                                                                 |       |                                                                       |           |                                                                                         |
| 18 maart British Home Championship 1899 № 66 «onderlinge duels» 15:30 uur (UTC) | Wales | 0 – 6                                                                 | Schotland | Racecourse Ground, Wrexham Toeschouwers: 12.000 Scheidsrechter: Charles Sutcliffe (ENG) |
| 18 maart British Home Championship 1899 № 66 «onderlinge duels» 15:30 uur (UTC) |       | 22', 55' John Campbell 50', 75', 85' Robert McColl 70' Henry Marshall |           | Racecourse Ground, Wrexham Toeschouwers: 12.000 Scheidsrechter: Charles Sutcliffe (ENG) |

|                                                                                 | |       |                    |                                                                                   |
| 25 maart British Home Championship 1899 № 67 «onderlinge duels» 15:30 uur (UTC) | Schotland | 9 – 1 | Ierland            | Celtic Park, Glasgow Toeschouwers: 12.000 Scheidsrechter: Charles Sutcliffe (ENG) |
| 25 maart British Home Championship 1899 № 67 «onderlinge duels» 15:30 uur (UTC) | Robert McColl 2', 35', 46' Alec Christie 8' Robert Hamilton 15' Jack Bell 40' Robert Hamilton 60' John Campbell 70', 85' |       | 54' Archie Goodall | Celtic Park, Glasgow Toeschouwers: 12.000 Scheidsrechter: Charles Sutcliffe (ENG) |

|                                                                                |                                    |       |                     |                                                                                 |
| 8 april British Home Championship 1899 № 68 «onderlinge duels» 15:30 uur (UTC) | Engeland                           | 2 – 1 | Schotland           | Villa Park, Birmingham Toeschouwers: 25.590 Scheidsrechter: James Torrens (IRL) |
| 8 april British Home Championship 1899 № 68 «onderlinge duels» 15:30 uur (UTC) | Gilbert Smith 25' Jimmy Settle 40' |       | 52' Robert Hamilton | Villa Park, Birmingham Toeschouwers: 25.590 Scheidsrechter: James Torrens (IRL) |

Engeland · Ierland · Schotland · Wales
SFA · A-internationals · Selecties · Bondscoaches · Statistieken · Schots vrouwenelftal · Brits olympisch elftal · Schotland U21 · Schotland U20 · Schotland U19 · Schotland U18 · Schotland U17 · Schotland U16 · Vrouwen U17
1872 – 1899 ·
1900 – 1919 ·
1920 – 1929 ·
1930 – 1939 ·
1940 – 1949 ·
1950 – 1959 ·
1960 – 1969 ·
1970 – 1979 ·
1980 – 1989 ·
1990 – 1999 ·
2000 – 2009 ·
2010 – 2019 ·
2020 − 2029
EK's: 1992 ·
1996 ·
2020 ·
2024
WK's: 1954 ·
1958 ·
1974 ·
1978 ·
1982 ·
1986 ·
1990 ·
1998
1872 ·
1873 ·
1874 ·
1875 ·
1876 ·
1877 ·
1878 ·
1878 ·
1879 ·
1880 ·
1881 ·
1882 ·
1883 ·
1884 ·
1885 ·
1886 ·
1887 ·
1888 ·
1889 ·
1890 ·
1891 ·
1892 ·
1893 ·
1894 ·
1895 ·
1896 ·
1897 ·
1898 ·
1899 ·
1900 ·
1901 ·
1902 ·
1903 ·
1904 ·
1905 ·
1906 ·
1907 ·
1908 ·
1909 ·
1910 ·
1911 ·
1912 ·
1913 ·
1914 ·
1915–1919 ·
1920 ·
1921 ·
1922 ·
1923 ·
1924 ·
1925 ·
1926 ·
1927 ·
1928 ·
1929 ·
1930 ·
1931 ·
1932 ·
1933 ·
1934 ·
1935 ·
1936 ·
1937 ·
1938 ·
1939 ·
1940–1945 ·
1946 ·
1947 ·
1948 ·
1949 ·
1950 ·
1951 ·
1952 ·
1953 ·
1954 ·
1955 ·
1956 ·
1957 ·
1958 ·
1959 ·
1960 ·
1960 ·
1961 ·
1962 ·
1963 ·
1964 ·
1965 ·
1966 ·
1967 ·
1968 ·
1969 ·
1970 ·
1971 ·
1972 ·
1973 ·
1974 ·
1975 ·
1976 ·
1977 ·
1978 ·
1979 ·
1980 ·
1981 ·
1982 ·
1983 ·
1984 ·
1985 ·
1986 ·
1987 ·
1988 ·
1989 ·
1990 ·
1991 ·
1992 ·
1993 ·
1994 ·
1995 ·
1996 ·
1997 ·
1998 ·
1999 ·
2000 ·
2001 ·
2002 ·
2003 ·
2004 ·
2005 ·
2006 ·
2007 ·
2008 ·
2009 ·
2010 ·
2011 ·
2012 ·
2013 ·
2014 · 
2015 · 
2016 · 
2017 ·
2018 ·
2019 ·
2020 ·
2021 ·
2022
Albanië ·
Argentinië · 
Armenië ·
Australië ·
België ·
Bosnië en Herzegovina ·
Brazilië ·
Bulgarije ·
Canada ·
Chili ·
Colombia ·
Congo-Kinshasa ·
Costa Rica ·
Cyprus ·
DDR ·
Denemarken ·
Duitsland ·
Ecuador ·
Egypte ·
Engeland ·
Estland ·
Faeröer ·
Finland ·
Frankrijk ·
Georgië ·
Gibraltar · 
GOS ·
Griekenland ·
Hongarije ·
Ierland ·
IJsland ·
Iran ·
Israël ·
Italië ·
Japan ·
Joegoslavië ·
Kazachstan ·
Kroatië ·
Letland ·
Liechtenstein ·
Litouwen ·
Luxemburg ·
Malta ·
Marokko ·
Mexico ·
Moldavië ·
Nederland ·
Nieuw-Zeeland ·
Nigeria · 
Noord-Ierland ·
Noord-Macedonië ·
Noorwegen ·
Oekraïne ·
Oostenrijk ·
Paraguay ·
Peru ·
Polen ·
Portugal ·
Qatar ·
Roemenië ·
Rusland ·
San Marino ·
Saoedi-Arabië ·
Servië ·
Slovenië ·
Slowakije · 
Sovjet-Unie ·
Spanje ·
Trinidad en Tobago · 
Tsjechië ·
Tsjecho-Slowakije ·
Turkije · 
Uruguay ·
Verenigde Staten ·
Wales ·
Wit-Rusland ·
Zuid-Afrika ·
Zuid-Korea ·
Zweden ·
Zwitserland
Engeland (2021) · 
Kroatië (2021) · 
Nieuw-Zeeland (1982) · 
Tsjechië (2021)